# Васильчук, Александр Дмитриевич
Александр Дмитриевич Васильчук (1923—1998) — полковник Советской Армии, участник Великой Отечественной войны, Герой Советского Союза (1945).

## Биография

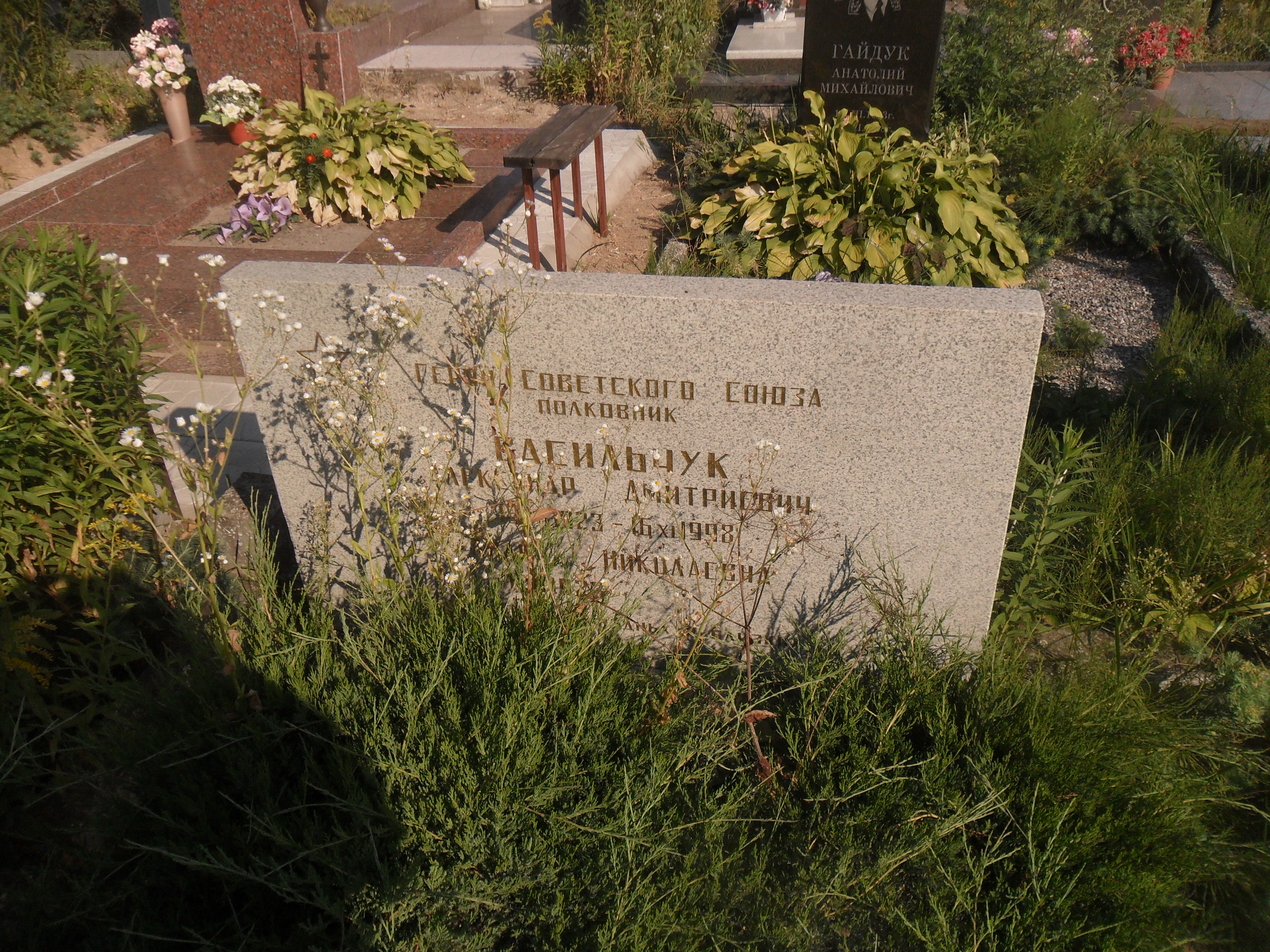
Могила Васильчука на Восточном кладбище Минска.

Александр Васильчук родился 15 июля 1923 года в городе Дмитриевске (ныне — Макеевка Донецкой области) в рабочей семье. Окончил девять классов школы и аэроклуб. В 1940 году Васильчук был призван на службу в Рабоче-крестьянскую Красную Армию. В 1944 году он окончил военно-авиационную школу. С июня того же года — на фронтах Великой Отечественной войны, в звании гвардии младшего лейтенанта был лётчиком 75-го гвардейского штурмового авиационного полка 1-й гвардейской штурмовой авиадивизии 1-й воздушной армии 3-го Белорусского фронта.
За время своего участия в боевых действиях Васильчук совершил 104 успешных боевых вылета, в ходе которых повредил и уничтожил 11 танков, 27 автомашин в военными грузами и живой силой, 3 самолёта на аэродромах, 16 батарей артиллерии, 40 точек ПВО, около 150 вражеских солдат и офицеров.
Указом Президиума Верховного Совета СССР от 29 июня 1945 года за «образцовое выполнение боевых заданий командования на фронте борьбы с немецкими захватчиками и проявленные при этом мужество и героизм» гвардии младший лейтенант Александр Васильчук был удостоен высокого звания Героя Советского Союза с вручением ордена Ленина и медали «Золотая Звезда» за номером 6285.
После окончания войны Васильчук продолжил службу в Советской Армии. В 1953 году он окончил Военно-воздушную академию. В 1976 году в звании полковника Васильчук был уволен в запас. Проживал в Петропавловске-Камчатском, затем в Минске. Скончался 16 ноября 1998 года, похоронен на Восточном кладбище Минска.
Был также награждён двумя орденами Красного Знамени, двумя орденами Отечественной войны 1-й степени, двумя орденами Красной Звезды, орденом Славы 3-й степени, а также рядом медалей, в том числе тремя медалями ГДР. Общественная деятельность Васильчука была отмечена Почётной грамотой Верховного Совета Белорусской ССР.